# Torsten Liem

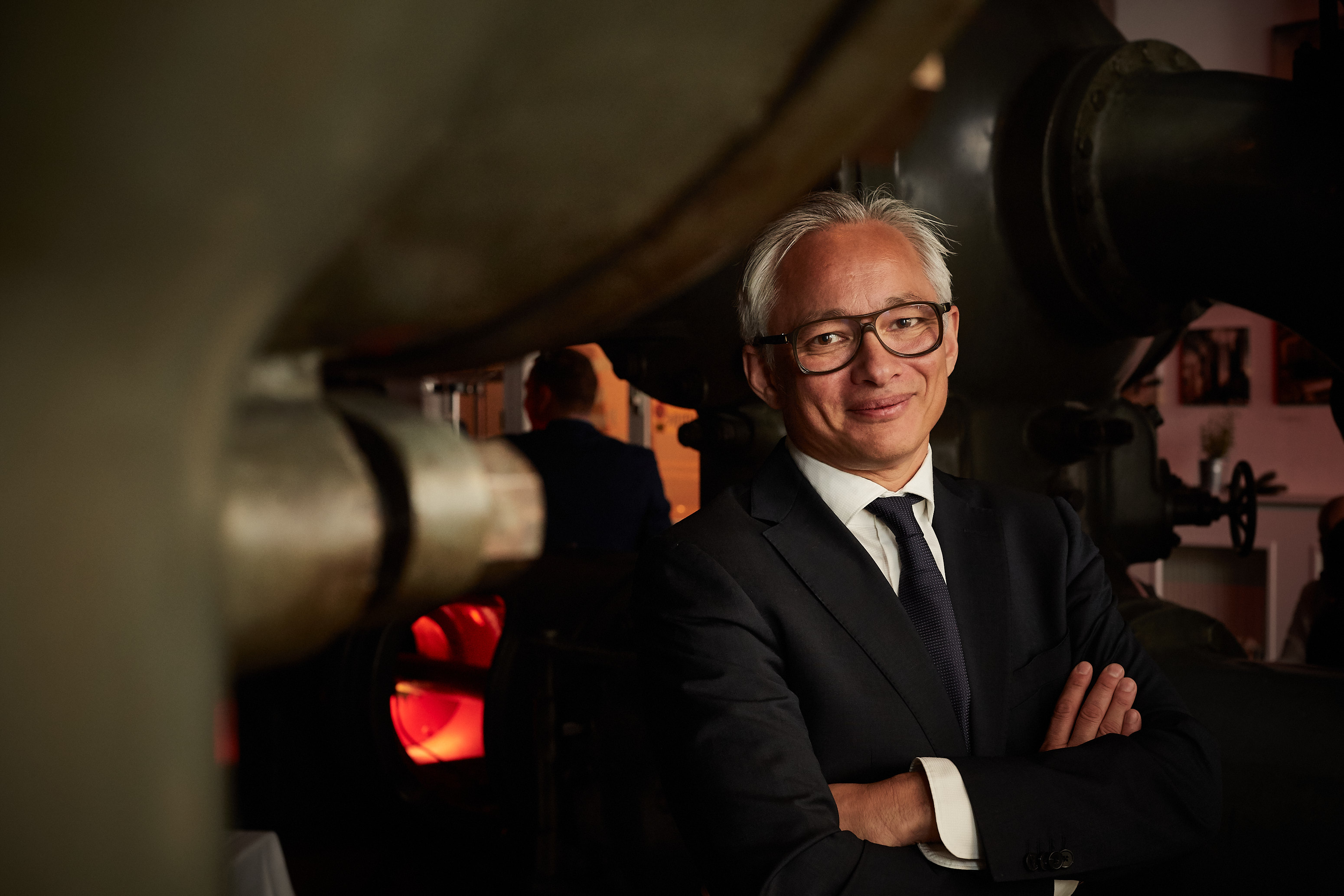
Torsten Liem (2019)

Torsten Liem ist ein deutscher Osteopath. Er ist Gründer und Geschäftsführer (1999–2019, 2023 bis heute) der Osteopathie Schule Deutschland (OSD).

## Leben
Torsten Liem begann seine osteopathische Ausbildung 1989 und lernte an der Schule für Klassische Osteopathische Medizin (SKOM), der COC auf dem Campus der Université libre de Bruxelles (ULB), der University of Wales und der Dresden International University (DIU). Am Hospital für traditionelle chinesische Medizin in Beijing, China, absolvierte er eine Ausbildung in Akupunktur. Darüber besuchte er Fortbildungen in den Bereichen Psychotherapie, NLP, Traumatherapie und Hypnose.

## Werk
Liem entwickelte die ersten akademischen Lehrprogramme in Deutschland für Osteopathie, Sport- und Kinderosteopathie. Daraus bildeten sich die universitären Studiengänge des Bachelor und Master of Science in Osteopathie, welche in Teil- und Vollzeit an der Osteopathie Schule Deutschland (OSD), früher in Kooperation mit der University of Wales und heute mit der Dresden International University (DIU), angeboten werden.
Liem ist Mitglied des General Osteopathic Council (GOSC) in Großbritannien, der American Academy of Osteopathy (AOA) und des Verbandes der Osteopathie Schule Deutschland (VOSD). Er ist Redakteur und Mitbegründer der Fachzeitschrift Osteopathische Medizin (OM) und Mitglied des Advisory Board des International Journal of Osteopathic Medicine (IJOM). Zudem ist er Gründer und Geschäftsführer des Osteopathic Research Institute (ORI) sowie Vorstand der Deutschen Gesellschaft für Kinderosteopathie (DGKO), der Bundesarbeitsgemeinschaft für Osteopathie e. V und der Europäischen Gesellschaft für Kinderosteopathie (EGKO).
Liem leitet eine osteopathische Lehrpraxis der Osteopathie Schule Deutschland (OSD) und das Osteopathiezentrum Liem beide mit Sitz in Hamburg. Er ist Herausgeber und Autor zahlreicher Lehrbücher der Osteopathie sowie wissenschaftlicher Artikel und unterhält einen Gesundheitsblog. Zudem publizierte er eine DVD-Lehrreihe zur kranialen Osteopathie und eine Entspannungs-CD. Torsten Liem ist der Initiator des größten Osteopathie-Kongresses in Europa und Dozent für Osteopathie mit Lehrtätigkeiten in z. B. Deutschland, England, Argentinien, Russland, Brasilien, Kanada und den USA. Dabei unterstützen ihn seine Erfahrungen als ehemaliger Dozent für verschiedene Yogarichtungen sowie Meditations- und atemtherapeutische Ansätze. Torsten Liem entwickelte zudem die „bifokale Integration“, einen osteopathischen Behandlungsansatz zur Lösung emotionaler Belastungen und traumatischer Einflüsse. In seiner klinischen Arbeit verbindet er osteopathische Prinzipien mit Prinzipien klassischer chinesischer Medizin, des Yoga sowie mit psychologischen und energetischen Gesichtspunkten. Zuletzt entwickelte Torsten Liem die psychosomatische Osteopathie. Darin werden ganzheitliche Ansätze zur Befundung und Behandlung von somatisch-energetisch-psychischen Dysfunktionskomplexen kombiniert und verschiedene Ansätze wie Yoga, Meditation und Körpertherapie miteinbezogen.

## Veröffentlichungen

### Bücher
- Psychosomatische Osteopathie, 2023, Elsevier, München, ISBN 978-3-437-55047-8
- Cranial Osteopathy: Principles and Practice – Volume 1, 2023, Handspring Publishing, London, ISBN 978-1-913426-71-2
- Cranial Osteopathy: Principles and Practice – Volume 2, 2023, Handspring Publishing, London, ISBN 978-1-913426-69-9
- Das Osteopathie-Selbsthilfe-Buch, 2021, Trias, Stuttgart, ISBN 978-3-432-11418-7
- Leitfaden viszerale Osteopathie, 2020, Elsevier, München, ISBN 978-3-437-56013-2
- Differenzialdiagnosen in der Kinderosteopathie, 2019, Thieme, Stuttgart, ISBN 978-3-13-220711-0
- Praxis der Kraniosakralen Osteopathie, 2019, Thieme, Stuttgart, ISBN 978-3-13-240461-8
- Kraniosakrale Osteopathie, 2018, Thieme, Stuttgart, ISBN 978-3-13-240455-7
- Prüfungsfragen Osteopathie, 2018; Haug, Stuttgart, ISBN 978-3-13-242034-2
- Checkliste Kraniosakrale Osteopathie, 2018, Haug, Stuttgart, ISBN 978-3-13-242130-1
- Fascia in the Osteopathic Field, 2017, Handspring Publishing, Pencaitland, ISBN 978-1-909141-27-8
- Foundations of Morphodynamics in Osteopathy: An Integrative Approach to Cranium, Nervous System, and Emotions, 2017, Handspring Publishing, Pencaitland, ISBN 978-1-909141-24-7
- Leitfaden Osteopathie: Parietale Techniken, 2016, Elsevier, München, ISBN 978-3-437-55783-5
- Osteopathie: Gezieltes Lösen von Blockaden, 2016, Trias, Stuttgart, ISBN 978-3-432-10284-9
- Osteopathie von A bis Z, 2015; Haug, Stuttgart, ISBN 978-3-8304-7483-8
- Morphodynamik in der Osteopathie, 2013, Haug, Stuttgart, ISBN 978-3-8304-7761-7
- Osteopathische Behandlung von Kindern, 2012; Haug, Stuttgart, ISBN 978-3-8304-7509-5
- Kinder-Osteopathie: Sanfte Berührung in den ersten Lebensjahren, 2009, Knaur Mensana, München, ISBN 978-3-426-87411-0
- Theorien osteopathischen Denkens und Handelns, 2008, Hippokrates, Stuttgart, ISBN 978-3-8304-5382-6

### Artikel
- Liem, T., Bohlen, L., Jung, A.-M., Hitsch, S., Schmidt, T. Does Osteopathic Heart-Focused Palpation Modify Heart Rate Variability in Stressed Participants with Musculoskeletal Pain? A Randomised Controlled Pilot Study. Healthcare 2024; 12(2), 138. doi:10.3390/healthcare12020138
- Liem, T. et Lunghi, C. Reconceptualizing Principles and Models in Osteopathic Care: A Clinical Application of the Integral Theory. Alternative Therapies in Health and Medicine 2023; 29(5), 192-200.  PMID 34653027
- Lunghi, C., Baroni, F., Amodio, A., Consorti, G., Tramontano, M., Liem, T. Patient Active Approaches in Osteopathic Practice: A Scoping Review. Healthcare 2022; 10(3), 524.  doi:10.3390/healthcare10030524
- Lunghi, C. et Liem, T. “Models and theoretical frameworks for osteopathic care – A critical view and call for updates and research”. International Journal of Osteopathic Medicine 2020; 37, 48-51. doi:10.1016/j.ijosm.2020.07.004
- Liem, T. The Role of Sphenobasilar Synchondrosis in Disease and Health. The Journal of the American Osteopathic Association 2020; 120(6), 404-412. doi:10.7556/jaoa.2020.062
- Liem T. et Neuhuber W. Osteopathic Treatment Approach to Psychoemotional Trauma by Means of Bifocal Integration, The Journal of the American Osteopathic Association 2020; 120(3), 180-189. doi:10.7556/jaoa.2020.021
- Liem T. Osteopathic Manual Treatment of Pertussis in Children in the 19th and 20th Century: A Structured Historical Literature Review. The Journal of the American Osteopathic Association 2019; 119(2), 116-125.doi:10.7556/jaoa.2019.018
- Liem T. Intuitive Judgement in the Context of Osteopathic Clinical Reasoning, The Journal of the American Osteopathic Association 2017; 117(9), 586-594. doi:10.7556/jaoa.2017.113
- Liem T. A.T. Still’s Osteopathic Lesion Theory and Evidence-Based Models Supporting the Emerged Concept of Somatic Dysfunction, The Journal of the American Osteopathic Association 2016; 116 (10), 654-656. doi:10.7556/jaoa.2016.129
- Liem T. Osteopathy and (Hatha) Yoga, Journal of Bodywork and Movement Therapies 2011; 15 (1), 92-102. doi:10.1016/j.jbmt.2009.11.001